# Farø-bruggen
De Farø-bruggen (Deens: Farøbroerne) zijn een combinatie van twee bruggen in Denemarken. De bruggen verbinden sinds 4 juni 1985 de Deense eilanden Seeland en Falster met elkaar. Tussen de twee bruggen ligt het kleine eiland Farø. Vandaaruit is het eiland Møn te bereiken. 
De bruggen zijn gebouwd als aanvulling op de oude Storstrømbrug uit 1937.

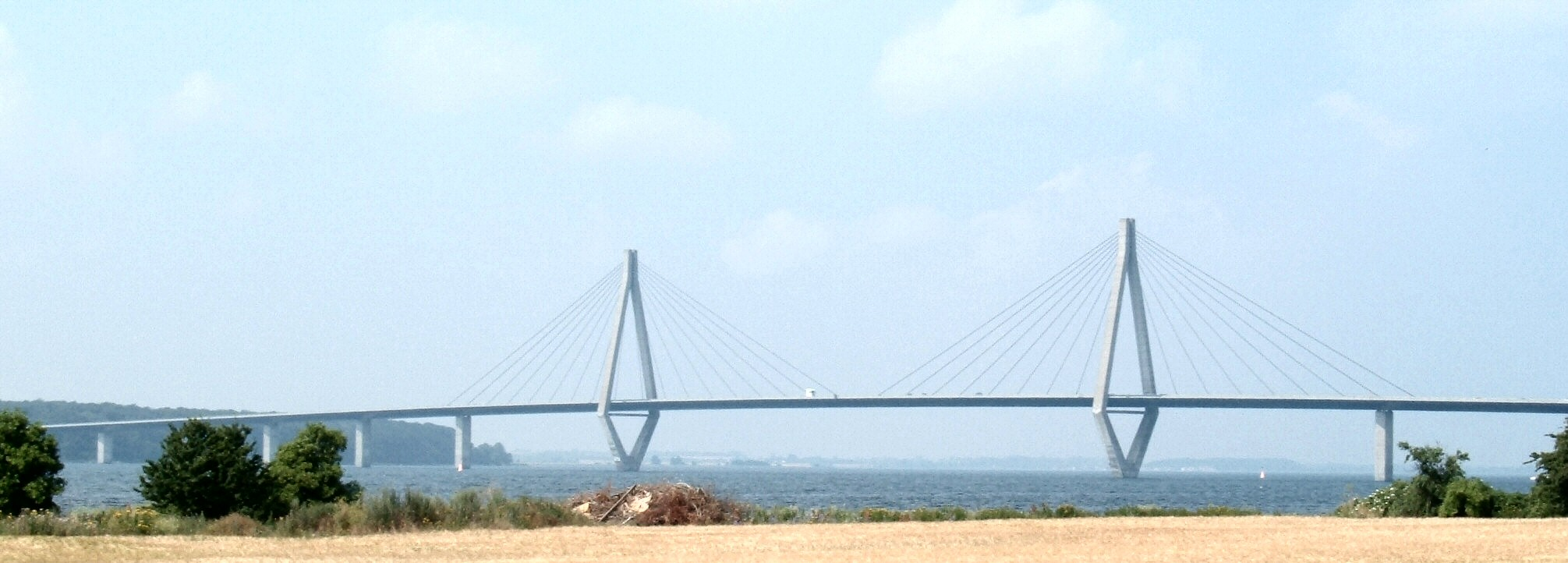
Zuidelijke brug